# Factorizare
În matematică, factorizarea constă în scrierea unui număr sau a altui obiect matematic ca produs de mai mulți factori, de obicei obiecte mai mici sau mai simple de același fel. De exemplu, 3 × 5 este o factorizare a întregului 15, iar (x – 2)(x + 2) este o factorizare a polinomului x2 – 4.
Nu se consideră de obicei că factorizarea ar avea vreo importanță în sistemele de numere care posedă diviziuni, cum ar fi numerele reale sau complexe, deoarece orice {\displaystyle x} poate fi scris trivial ca {\displaystyle (xy)\times (1/y)} oricând {\displaystyle y} nu este zero. Totuși, o factorizare semnificativă pentru un număr rațional sau o funcție rațională poate fi obținută prin aducerea la o formă ireductibilă și factorizarea separată a numărătorului și numitorului.
Primii care s-au gândit la conceptul de factorizare au fost matematicienii antici greci⁠(d) în cazul numerelor întregi. Ei au demonstrat teorema fundamentală a aritmeticii, care afirmă că fiecare număr întreg pozitiv poate fi factorizat într-un produs de numere prime, care nu pot fi factorizate mai departe în numere întregi mai mari de 1. Mai mult, această factorizare este unică până la ordinea factorilor. Deși factorizarea întregilor este un fel de operație inversă înmulțirii, ea este mult mai dificilă din punct de vedere algoritmic, fapt care este exploatat în criptosistemul RSA pentru a implementa criptografia cu cheie publică.
Factorizarea polinomială⁠(d) este și ea studiată de secole. În algebra elementară, factorizarea unui polinom reduce problema găsirii rădăcinilor sale la găsirea rădăcinilor factorilor. Polinoamele cu coeficienți în mulțimea numerelor întregi sau într-un corp posedă proprietatea de factorizare unică, o versiune a teoremei fundamentale a aritmeticii în care numerele prime sunt înlocuite cu polinoame ireductibile⁠(d). În special, un polinom univariat cu coeficienți complecși admite o factorizare unică (până la ordonare) în polinoame liniare: aceasta este o versiune a teoremei fundamentale a algebrei. În acest caz, factorizarea se poate face cu algoritmi de găsire a rădăcinilor⁠(d). Cazul polinoamelor cu coeficienți întregi este fundamental pentru algebra computerizată⁠(d). Există algoritmi de calcul eficienți pentru calcularea factorizărilor (complete) în cadrul inelului polinoamelor cu coeficienți de număr rațional.
Un inel comutativ care posedă proprietatea de factorizare unică se numește domeniu unic de factorizare. Există sisteme numerice, cum ar fi anumite inele de numere întregi algebrice, care nu sunt domenii de factorizare unică. Totuși, inelele de numere întregi algebrice satisfac proprietatea mai slabă a domeniilor Dedekind⁠(d): idealele se împart în mod unic în ideale prime.
Termenul factorizare se poate referi și la descompuneri mai generale ale unui obiect matematic în produsul unor obiecte mai mici sau mai simple. De exemplu, orice funcție poate fi inclusă în compoziția unei funcții surjective cu o funcție injectivă. Matricele posedă multe tipuri de factorizări de matrice⁠(d). De exemplu, fiecare matrice are o factorizare LUP⁠(d) unică ca produs al unei matrice triunghiulare inferioare⁠(d) L cu toate elementele de pe diagonală egale cu unu, cu o matrice triunghiulară superioară⁠(d) U și o matrice permutare P ; aceasta este o formulare matriceală a eliminării gaussiene⁠(d).

## Numere întregi
Conform teoremei fundamentale a aritmeticii, fiecare număr întreg mai mare de 1 are o descompunere unică (până la ordinea factorilor) în numere prime, care sunt acele numere întregi ce nu pot fi descompuse în produs de alte numere întregi mai mari de unu.
Pentru a calcula factorizarea unui număr întreg n, este nevoie de un algoritm care găsește un divizor q al lui n sau decide că n este prim. Când se găsește un astfel de divizor, aplicarea repetată a acestui algoritm asupra factorilor q și n / q dă în cele din urmă factorizarea completă a lui n.
Pentru a găsi un divizor q al lui n, dacă există, este suficient să se testeze toate valorile lui q astfel încât 1 < q și q2 ≤ n. De fapt, dacă r este un divizor al lui n astfel încât r2 > n, atunci q = n / r este un divizor al lui n astfel încât q2 ≤ n.
Dacă se testează valorile lui q în ordine crescătoare, primul divizor care se găsește este cu siguranță un număr prim, iar cofactorul r = n / q nu poate avea niciun divizor mai mic decât q. Pentru a obține factorizarea completă, este suficient să se continue algoritmul prin căutarea unui divizor al lui r care nu este mai mic decât q și nu mai mare decât √r.
Nu este nevoie să se testeze toate valorile lui q pentru aplicarea metodei. În principiu, este suficientă testarea doar a divizorilor primi. Acesta trebuie să aibă un tabel de numere prime care poate fi generat, de exemplu, cu ciurul lui Eratostene. Deoarece metoda de factorizare efectuează în esență aceeași activitate ca ciurul lui Eratostene, este în general mai eficientă testarea pentru un divizor doar pentru acele numere pentru care nu este imediat clar dacă sunt prime sau nu. De obicei, se poate continua testând 2, 3, 5 și numerele > 5, a căror ultimă cifră este 1, 3, 7, 9 și suma cifrelor nu este un multiplu al lui 3.
Această metodă funcționează bine pentru factorizarea numerelor întregi mici, dar este ineficientă pentru numerele întregi mai mari. De exemplu, Pierre de Fermat nu a putut descoperi că al 6-lea număr Fermat⁠(d)
{\displaystyle 1+2^{2^{5}}=1+2^{32}=4\,294\,967\,297}
nu este un număr prim. De fapt, aplicarea metodei de mai sus ar necesita peste 10000 de împărțiri, pentru un număr care are 10 cifre zecimale.
Există algoritmi de factorizare mai eficienți. Totuși, ele rămân relativ ineficiente, deoarece, în stadiul actual al tehnicii, nu se poate factoriza, chiar și cu calculatoarele mai puternice, un număr de 500 de cifre zecimale care este produsul a două numere prime alese aleatoriu. Aceasta asigură securitatea criptosistemului RSA, care este utilizat pe scară largă pentru comunicarea securizată prin Internet.

### Exemplu
Pentru factorizarea n = 1386 în numere prime:
- Se începe cu împărțirea la 2: numărul este par și n = 2 · 693 . Se continuă cu 693 și 2 drept candidate ca prim divizor.
- 693 este impar (2 nu este divizor), dar este multiplu al lui 3: avem 693 = 3 · 231 și deci n = 2 · 3 · 231 . Se continuă cu 231 și 3 drept candidate ca primul divizor.
- 231 este și el un multiplu al lui 3: avem 231 = 3 · 77, și astfel n = 2 · 32 · 77. Se continuă cu 77 și 3 drept candidate ca prim divizor.
- 77 nu este un multiplu al lui 3, deoarece suma cifrelor sale este 14, deci nu este multiplu de 3. Nu este nici multiplu de 5, deoarece ultima sa cifră este 7. Următorul divizor impar care trebuie testat este 7. Avem 77 = 7 · 11, și astfel n = 2 · 32 · 7 · 11 . Aceasta arată că 7 este prim (ușor de testat direct). Se continuă cu 11 și 7 drept candidate ca prim divizor.
- Întrucât 72 > 11, calculul s-a terminat. Astfel 11 este prim, iar descompunerea în factori primi este

1386 = 2 · 32 · 7 · 11.

## Expresii
Manipularea expresiilor stă la fundamentele algebrei. Factorizarea este una dintre cele mai importante metode de manipulare a expresiilor din mai multe motive. Dacă se poate pune o ecuație într-o formă factorizată E⋅F = 0, atunci problema rezolvării ecuației se împarte în două probleme independente (și în general mai ușoare) E = 0 și F = 0. Atunci când o expresie poate fi factorizată, factorii sunt adesea mult mai simpli și, astfel, pot oferi o perspectivă asupra problemei. De exemplu, expresia
{\displaystyle x^{3}-ax^{2}-bx^{2}-cx^{2}+abx+acx+bcx-abc}
având 16 înmulțiri, 4 scăderi și 3 adunări, poate fi factorizată în expresia mult mai simplă
{\displaystyle (x-a)(x-b)(x-c),}
cu doar două înmulțiri și trei scăderi. Mai mult, forma factorizată dă imediat rădăcinile x = a, b, c ca rădăcini ale polinomului.
Pe de altă parte, factorizarea nu este întotdeauna posibilă, iar atunci când este posibilă, se poate ca factorii să nu fie întotdeauna mai simpli. De exemplu, {\displaystyle x^{10}-1} poate fi factorizat în doi factori ireductibili⁠(d) {\displaystyle x-1} și {\displaystyle x^{9}+x^{8}+\cdots +x^{2}+x+1} .
Au fost dezvoltate diverse metode pentru găsirea factorizărilor; unele sunt descrise mai jos.
Rezolvarea ecuațiilor algebrice poate fi privită ca o problemă de factorizare polinomială⁠(d). De fapt, teorema fundamentală a algebrei poate fi enunțată după cum urmează: fiecare polinom în x de grad n cu coeficienți complecși poate fi factorizat în n factori liniari {\displaystyle x-a_{i},} pentru i = 1, ..., n, unde ai sunt rădăcinile polinomului. Chiar dacă structura factorizării este cunoscută în aceste cazuri, valorile ai nu pot fi în general calculate în termeni de radicali (rădăcini a de ordin n), conform teoremei Abel-Ruffini. În cele mai multe cazuri, cel mai bun lucru care se poate face este să se calculeze valori aproximative⁠(d) pentru rădăcini cu ajutorul unui algoritm de găsire a rădăcinilor⁠(d).

### Istoria factorizării expresiilor
Utilizarea sistematică a manipulărilor algebrice pentru simplificarea expresiilor (mai precis a ecuațiilor) datează din secolul al IX-lea, de la cartea lui al-Khwarizmi Kitab al-jabr wa’l-muqabala⁠(d), al cărei titlu conține denumirea a două astfel de tipuri de manipulare.
Totuși, chiar și pentru rezolvarea ecuațiilor pătratice, nu s-a folosit metoda de factorizare decât după lucrarea lui Harriot publicată în 1631, la zece ani după moartea sa. În cartea sa Artis Analyticae Praxis ad Aequationes Algebraicas Resolvendas, Harriot a întocmit tabele pentru adunarea, scăderea, înmulțirea și împărțirea monoamelor, binoamelor și trinoamelor. Apoi, într-o a doua secțiune, a enunțat ecuația aa − ba + ca = + bc și a arătat că aceasta se potrivește cu forma de înmulțire pe care a o specificase anterior, dând factorizarea (a − b)(a + c).

### Metode generale
Următoarele metode se aplică oricărei sume sau expresii care poate fi transformată într-o sumă. Prin urmare, ele sunt cel mai adesea aplicate la polinoame, deși pot fi aplicate și atunci când termenii sumei nu sunt monoamele, adică termenii sumei sunt un produs de variabile și constante.

#### Factorul comun
Se poate întâmpla ca toți termenii unei sume să fie produse și ca anumiți factori să fie comuni tuturor termenilor. În acest caz, distributivitatea permite extragerea acestui factor comun. Dacă există mai mulți astfel de factori comuni, este se preferă împărțirea la cel mai mare astfel de factor comun. De asemenea, dacă există coeficienți întregi, se poate găsi cel mai mare divizor comun al acestor coeficienți.
De exemplu, 
{\displaystyle 6x^{3}y^{2}+8x^{4}y^{3}-10x^{5}y^{3}=2x^{3}y^{2}(3+4xy-5x^{2}y),}
deoarece 2 este cel mai mare divizor comun al lui 6, 8 și 10, și toți termenii se împart la {\displaystyle x^{3}y^{2}}.

#### Gruparea
Gruparea termenilor poate permite utilizarea altor metode pentru obținerea unei factorizări.
De exemplu, pentru a factoriza
{\displaystyle 4x^{2}+20x+3xy+15y,}
se poate observa că primii doi termeni au un factor comun x, iar ultimii doi termeni au factorul comun y. Prin urmare
{\displaystyle 4x^{2}+20x+3xy+15y=(4x^{2}+20x)+(3xy+15y)=4x(x+5)+3y(x+5).}
Atunci, o inspecție simplă relevă factorul comun x + 5, ceea ce duce la factorizarea
{\displaystyle 4x^{2}+20x+3xy+15y=(4x+3y)(x+5).}
În general, aceasta funcționează pentru sume de 4 termeni care au fost obținute ca produs a două binoame. Deși nu frecvent, aceasta poate funcționa și pentru exemple mai complicate.

#### Adunarea și scăderea termenilor
Uneori, o grupare de termeni dezvăluie o parte a unui șablon identificabil. Atunci, este utilă adunarea și scăderea termenilor pentru completarea șablonului.
O utilizare tipică este metoda de completare a pătratului⁠(d) pentru obținerea formulei pătratice.
Un alt exemplu este factorizarea lui {\displaystyle x^{4}+1.} Dacă se introduce rădăcina pătrată nereală a lui –1, notată de regulă cu i, atunci avem o diferență de pătrate
{\displaystyle x^{4}+1=(x^{2}+i)(x^{2}-i).}
S-ar putea dori însă și o factorizare cu coeficienți numere reale. Prin adunarea și scăderea lui {\displaystyle 2x^{2},} și grupând trei termeni împreună, se poate recunoaște pătratul unui binom:
{\displaystyle x^{4}+1=(x^{4}+2x^{2}+1)-2x^{2}=(x^{2}+1)^{2}-\left(x{\sqrt {2}}\right)^{2}=\left(x^{2}+x{\sqrt {2}}+1\right)\left(x^{2}-x{\sqrt {2}}+1\right).}
Dacă se scade și apoi se adună {\displaystyle 2x^{2}}, rezultă factorizarea:
{\displaystyle x^{4}+1=(x^{4}-2x^{2}+1)+2x^{2}=(x^{2}-1)^{2}+\left(x{\sqrt {2}}\right)^{2}=\left(x^{2}+x{\sqrt {-2}}-1\right)\left(x^{2}-x{\sqrt {-2}}-1\right).}
Aceste factorizări funcționează nu numai asupra numerelor complexe, ci și asupra oricărui corp, unde –1, 2 sau –2 este un pătrat. Într-un corp finit, produsul a două elemente care nu sunt pătrate este un pătrat; aceasta implică faptul că polinomul {\displaystyle x^{4}+1,} care este ireductibil⁠(d) peste numerele întregi, este reductibil modulo⁠(d) orice număr prim. De exemplu,
{\displaystyle x^{4}+1\equiv (x+1)^{4}{\pmod {2}};}
{\displaystyle x^{4}+1\equiv (x^{2}+x-1)(x^{2}-x-1){\pmod {3}},\qquad }deoarece {\displaystyle 1^{2}\equiv -2{\pmod {3}};}
{\displaystyle x^{4}+1\equiv (x^{2}+2)(x^{2}-2){\pmod {5}},\qquad } deoarece {\displaystyle 2^{2}\equiv -1{\pmod {5}};}
{\displaystyle x^{4}+1\equiv (x^{2}+3x+1)(x^{2}-3x+1){\pmod {7}},\qquad }deoarece {\displaystyle 3^{2}\equiv 2{\pmod {7}}.}

### Șabloane identificabile
Multe identități oferă o egalitate între o sumă și un produs. Metodele de mai sus pot fi utilizate pentru a face să apară într-una din părți suma dintr-o identitate, care poate fi, prin urmare, înlocuită cu un produs.
Mai jos sunt identitățile ale căror părți stângi sunt utilizate în mod obișnuit ca șabloane (aceasta înseamnă că variabilele E și F care apar în aceste identități pot reprezenta orice subexpresie a expresiei care trebuie factorizată).

Demonstrație vizuală a diferențelor dintre două pătrate și două cuburi

- Diferența a două pătrate

{\displaystyle E^{2}-F^{2}=(E+F)(E-F)}
De exemplu,
{\displaystyle {\begin{aligned}a^{2}+&2ab+b^{2}-x^{2}+2xy-y^{2}\\&=(a^{2}+2ab+b^{2})-(x^{2}-2xy+y^{2})\\&=(a+b)^{2}-(x-y)^{2}\\&=(a+b+x-y)(a+b-x+y).\end{aligned}}}
- Suma/diferența a două cuburi

{\displaystyle E^{3}+F^{3}=(E+F)(E^{2}-EF+F^{2})}
{\displaystyle E^{3}-F^{3}=(E-F)(E^{2}+EF+F^{2})}
- Diferența de două puteri a patra

{\displaystyle {\begin{aligned}E^{4}-F^{4}&=(E^{2}+F^{2})(E^{2}-F^{2})\\&=(E^{2}+F^{2})(E+F)(E-F)\end{aligned}}}
- Suma/diferența a două puteri a n-a

În următoarele identități, factorii pot fi adesea factorizați mai departe:
- Diferență, exponent par

{\displaystyle E^{2n}-F^{2n}=(E^{n}+F^{n})(E^{n}-F^{n})}
- Diferență, exponent par sau impar

{\displaystyle E^{n}-F^{n}=(E-F)(E^{n-1}+E^{n-2}F+E^{n-3}F^{2}+\cdots +EF^{n-2}+F^{n-1})}
Acesta este un exemplu care arată că factorii pot fi mult mai mari decât suma care este factorizată.
- Sumă, exponent impar

{\displaystyle E^{n}+F^{n}=(E+F)(E^{n-1}-E^{n-2}F+E^{n-3}F^{2}-\cdots -EF^{n-2}+F^{n-1})}
(obținut prin schimbarea F cu –F în formula anterioară)
- Sumă, exponent par

Dacă exponentul este o putere a lui doi, atunci expresia nu poate fi, în general, factorizată fără a introduce numere complexe (dacă E și F conțin numere complexe, acesta poate să nu fie cazul). Dacă n are un divizor impar, adică dacă n = pq cu p impar, se poate folosi formula anterioară (de la „Sumă, exponent impar”) aplicată la {\displaystyle (E^{q})^{p}+(F^{q})^{p}.}

Vizualizarea dezvoltării binomului până la puterea a 4-a

- Trinoame și formule cubice

{\displaystyle {\begin{aligned}&x^{2}+y^{2}+z^{2}+2(xy+yz+xz)=(x+y+z)^{2}\\&x^{3}+y^{3}+z^{3}-3xyz=(x+y+z)(x^{2}+y^{2}+z^{2}-xy-xz-yz)\\&x^{3}+y^{3}+z^{3}+3x^{2}(y+z)+3y^{2}(x+z)+3z^{2}(x+y)+6xyz=(x+y+z)^{3}\\&x^{4}+x^{2}y^{2}+y^{4}=(x^{2}+xy+y^{2})(x^{2}-xy+y^{2}).\end{aligned}}}
- Dezvoltări binomiale

Teorema binomială furnizează modele care pot fi ușor recunoscute după numerele întregi care apar în ele.
De grad scăzut:
{\displaystyle a^{2}+2ab+b^{2}=(a+b)^{2}}
{\displaystyle a^{2}-2ab+b^{2}=(a-b)^{2}}
{\displaystyle a^{3}+3a^{2}b+3ab^{2}+b^{3}=(a+b)^{3}}
{\displaystyle a^{3}-3a^{2}b+3ab^{2}-b^{3}=(a-b)^{3}}
Mai general, coeficienții formelor extinse ale lui {\displaystyle (a+b)^{n}} și {\displaystyle (a-b)^{n}} sunt coeficienții binomiali, care apar în al n lea rând al triunghiului lui Pascal.

#### Rădăcinile unității
Rădăcinile de ordin n ale unității sunt numerele complexe care sunt rădăcini ale polinomului {\displaystyle x^{n}-1.} Ele sunt astfel numerele
{\displaystyle e^{2ik\pi /n}=\cos {\tfrac {2\pi k}{n}}+i\sin {\tfrac {2\pi k}{n}}}
pentru {\displaystyle k=0,\ldots ,n-1.}
Rezultă că pentru oricare două expresii E și F, avem:
{\displaystyle E^{n}-F^{n}=(E-F)\prod _{k=1}^{n-1}\left(E-Fe^{2ik\pi /n}\right)}
{\displaystyle E^{n}+F^{n}=\prod _{k=0}^{n-1}\left(E-Fe^{(2k+1)i\pi /n}\right)\qquad {\text{dacă }}n{\text{ este par}}}
{\displaystyle E^{n}+F^{n}=(E+F)\prod _{k=1}^{n-1}\left(E+Fe^{2ik\pi /n}\right)\qquad {\text{dacă }}n{\text{ este impar}}}
Dacă E și F sunt expresii reale și se doresc factori reali, trebuie înlocuită fiecare pereche de factori complex-conjugați cu produsul lor. Întrucât conjugatul complex al lui {\displaystyle e^{i\alpha }} este {\displaystyle e^{-i\alpha },} și
{\displaystyle \left(a-be^{i\alpha }\right)\left(a-be^{-i\alpha }\right)=a^{2}-ab\left(e^{i\alpha }+e^{-i\alpha }\right)+b^{2}e^{i\alpha }e^{-i\alpha }=a^{2}-2ab\cos \,\alpha +b^{2},}
rezultă următoarele factorizări reale (se trece de la una la alta prin schimbarea lui k în n – k sau n + 1 – k și aplicând formulele trigonometrice uzuale:
{\displaystyle {\begin{aligned}E^{2n}-F^{2n}&=(E-F)(E+F)\prod _{k=1}^{n-1}\left(E^{2}-2EF\cos \,{\tfrac {k\pi }{n}}+F^{2}\right)\\&=(E-F)(E+F)\prod _{k=1}^{n-1}\left(E^{2}+2EF\cos \,{\tfrac {k\pi }{n}}+F^{2}\right)\end{aligned}}}
{\displaystyle {\begin{aligned}E^{2n}+F^{2n}&=\prod _{k=1}^{n}\left(E^{2}+2EF\cos \,{\tfrac {(2k-1)\pi }{2n}}+F^{2}\right)\\&=\prod _{k=1}^{n}\left(E^{2}-2EF\cos \,{\tfrac {(2k-1)\pi }{2n}}+F^{2}\right)\end{aligned}}}
Cosinusurile⁠(d) care apar în aceste factorizări sunt numere algebrice și pot fi exprimate în termeni de radicali (acest lucru este posibil deoarece grupul lor Galois⁠(d) este ciclic); totuși, aceste expresii radicale sunt prea complicate pentru a fi utilizate, cu excepția valorilor scăzute ale lui n. De exemplu,
{\displaystyle a^{4}+b^{4}=(a^{2}-{\sqrt {2}}ab+b^{2})(a^{2}+{\sqrt {2}}ab+b^{2}).}
{\displaystyle a^{5}-b^{5}=(a-b)\left(a^{2}+{\frac {1-{\sqrt {5}}}{2}}ab+b^{2}\right)\left(a^{2}+{\frac {1+{\sqrt {5}}}{2}}ab+b^{2}\right),}
{\displaystyle a^{5}+b^{5}=(a+b)\left(a^{2}-{\frac {1-{\sqrt {5}}}{2}}ab+b^{2}\right)\left(a^{2}-{\frac {1+{\sqrt {5}}}{2}}ab+b^{2}\right),}
Adesea se dorește o factorizare cu coeficienți raționali. O astfel de factorizare implică polinoame ciclotomice⁠(d). Pentru a exprima factorizări raționale de sume și diferențe sau puteri, avem nevoie de o notație pentru omogenizarea unui polinom: dacă {\displaystyle P(x)=a_{0}x^{n}+a_{i}x^{n-1}+\cdots +a_{n},} omogenizarea lui este polinomul bivariat {\displaystyle {\overline {P}}(x,y)=a_{0}x^{n}+a_{i}x^{n-1}y+\cdots +a_{n}y^{n}.} Atunci, avem
{\displaystyle E^{n}-F^{n}=\prod _{k\mid n}{\overline {Q}}_{n}(E,F),}
{\displaystyle E^{n}+F^{n}=\prod _{k\mid 2n,k\not \mid n}{\overline {Q}}_{n}(E,F),}
unde produsele se iau pe toți divizorii lui n sau pe toți divizorii lui 2n care nu divid n și {\displaystyle Q_{n}(x)} este al n-lea polinom ciclotomic.
De exemplu,
{\displaystyle a^{6}-b^{6}={\overline {Q}}_{1}(a,b){\overline {Q}}_{2}(a,b){\overline {Q}}_{3}(a,b){\overline {Q}}_{6}(a,b)=(a-b)(a+b)(a^{2}-ab+b^{2})(a^{2}+ab+b^{2}),}
{\displaystyle a^{6}+b^{6}={\overline {Q}}_{4}(a,b){\overline {Q}}_{12}(a,b)=(a^{2}+b^{2})(a^{4}-a^{2}b^{2}+b^{4}),}
deoarece divizorii lui 6 sunt 1, 2, 3, 6, iar divizorii lui 12 care nu îl divid pe 6 sunt 4 și 12.

## Polinoame
Pentru polinoame, factorizarea este strâns legată de problema rezolvării ecuațiilor algebrice. O ecuație algebrică are forma
{\displaystyle P(x)\ \,{\stackrel {\text{def}}{=}}\ \,a_{0}x^{n}+a_{1}x^{n-1}+\cdots +a_{n}=0,}
unde P(x) este un polinom în x cu {\displaystyle a_{0}\neq 0.} O soluție a acestei ecuații (numită și rădăcină a polinomului) este o valoare r a lui x astfel încât
{\displaystyle P(r)=0.}
Dacă {\displaystyle P(x)=Q(x)R(x)} este o factorizare a lui P(x) = 0 ca produs de două polinoame, atunci rădăcinile lui P(x) sunt reuniunea rădăcinilor lui Q(x) și rădăcinilor lui R(x). Astfel, găsirea soluției ecuației P(x) = 0 se reduce la problemele mai simplu de rezolvat Q(x) = 0 și R(x) = 0 .
În schimb, teorema factorului⁠(d) afirmă că dacă r este o rădăcină a lui P(x) = 0, atunci P(x) poate fi factorizat ca
{\displaystyle P(x)=(x-r)Q(x),}
unde Q(x) este câtul împărțirii euclidiene⁠(d) a lui P(x) = 0 cu factorul liniar (de gradul unu) x – r.
Dacă coeficienții lui P(x) sunt numere reale sau complexe, teorema fundamentală a algebrei afirmă că P(x) are o rădăcină reală sau complexă. Folosind teorema factorului în mod recursiv, rezultă că
{\displaystyle P(x)=a_{0}(x-r_{1})\cdots (x-r_{n}),}
Unde {\displaystyle r_{1},\ldots ,r_{n}} sunt rădăcinile reale sau complexe ale lui P, unele dintre ele posibil repetate. Această factorizare completă este unică făcând abstracție de ordinea factorilor.
Dacă coeficienții lui P(x) sunt reali, se dorește în general o factorizare în care factorii au coeficienți reali. În acest caz, factorizarea completă poate avea niște factori pătratici (de gradul doi). Această factorizare poate fi dedusă cu ușurință din factorizarea completă de mai sus. De fapt, dacă r = a + ib este o rădăcină nereală a P(x), atunci conjugatul său complex s = a - ib este, de asemenea, o rădăcină a lui P(x). Deci, produsul
{\displaystyle (x-r)(x-s)=x^{2}-(r+s)x+rs=x^{2}-2ax+a^{2}+b^{2}}
este un factor al lui P(x) cu coeficienți reali. Repetând aceasta pentru toți factorii nereali, se obține o factorizare cu factori reali liniari sau pătratici.
Pentru a calcula aceste factorizări reale sau complexe, este nevoie de rădăcinile polinomului, care ar putea să nu fie calculate exact, ci doar aproximate folosind algoritmi de găsire a rădăcinilor⁠(d).
În practică, majoritatea ecuațiilor algebrice de interes au coeficienți întregi sau raționali și se poate dori o factorizare cu factori de același fel. Teorema fundamentală a aritmeticii poate fi generalizată în acest caz, afirmând că polinoamele cu coeficienți întregi sau raționali au proprietatea de factorizare unică. Mai precis, fiecare polinom cu coeficienți raționali poate fi factorizat într-un produs
{\displaystyle P(x)=q\,P_{1}(x)\cdots P_{k}(x),}
unde q este un număr rațional și {\displaystyle P_{1}(x),\ldots ,P_{k}(x)} sunt polinoame neconstante cu coeficienți întregi care sunt ireductibili⁠(d) și primitivi⁠(d); asta înseamnă că niciunul dintre {\displaystyle P_{i}(x)} pot fi scrise ca produsul a două polinoame (cu coeficienți întregi) care nu sunt nici 1, nici –1 (numerele întregi sunt considerate polinoame de grad zero). Mai mult, această factorizare este unică făcând abstracție de ordinea factorilor și de semnul lor.
Există algoritmi eficienți pentru calcularea acestei factorizări, care sunt implementați în majoritatea sistemelor de algebră computerizată⁠(d). Acești algoritmi sunt însă prea complicați pentru a fi utilizați pentru calculele mintale sau pe hârtie. Pe lângă euristica de mai sus, doar câteva metode sunt potrivite pentru calculele manuale, care în general funcționează numai pentru polinoame de grad scăzut, cu puțini coeficienți nenuli. Principalele astfel de metode sunt descrise în subsecțiunile următoare.

### Factorizarea în parte primitivă și conținut
Orice polinom cu coeficienți raționali poate fi factorizat, într-un mod unic, ca produsul dintre un număr rațional și un polinom cu coeficienți întregi, care este primitiv⁠(d) (adică cel mai mare divizor comun al coeficienților este 1) și are un coeficient pozitiv la termenul cel mai semnificativ. De exemplu:
{\displaystyle -10x^{2}+5x+5=(-5)\cdot (2x^{2}-x-1)}
{\displaystyle {\frac {1}{3}}x^{5}+{\frac {7}{2}}x^{2}+2x+1={\frac {1}{6}}(2x^{5}+21x^{2}+12x+6)}
În această factorizare, numărul rațional se numește conținut, iar polinomul primitiv este partea primitivă. Calculul acestei factorizări se poate face după cum urmează: în primul rând, se reduc toți coeficienții la un numitor comun, pentru a obține câtul printr-un număr întreg q al unui polinom cu coeficienți întregi. Apoi se împarte divizorul comun mai mare p al coeficienților acestui polinom pentru a obține partea primitivă, conținutul fiind {\displaystyle p/q.} În cele din urmă, dacă este necesar, se schimbă semnele lui p și toți coeficienții părții primitive.
Această factorizare poate produce un rezultat care este mai mare decât polinomul originar (de obicei atunci când există mulți numitori primi între ei), dar, chiar și atunci când se întâmplă aceasta, partea primitivă este în general mai ușor de manipulat pentru factorizare ulterioară.

### Folosirea teoremei factorului
Teorema factorului afirmă că, dacă r este o rădăcină a unui polinom
{\displaystyle P(x)=a_{0}x^{n}+a_{1}x^{n-1}+\cdots +a_{n-1}x+a_{n},}
adică P(r) = 0, atunci există o factorizare
{\displaystyle P(x)=(x-r)Q(x),}
unde
{\displaystyle Q(x)=b_{0}x^{n-1}+\cdots +b_{n-2}x+b_{n-1},}
cu {\displaystyle a_{0}=b_{0}}. Atunci, metoda lungă sau cea sintetică de împărțire a polinoamelor dau rezultatul:
{\displaystyle b_{i}=a_{0}r^{i}+\cdots +a_{i-1}r+a_{i}\ {\text{ for }}\ i=1,\ldots ,n{-}1.}
Aceasta poate fi utilă atunci când se cunoaște sau se poate ghici o rădăcină a polinomului.
De exemplu, pentru {\displaystyle P(x)=x^{3}-3x+2,} se poate observa cu ușurință că suma coeficienților săi este 0, deci r = 1 este o rădăcină. Întrucât r + 0 = 1 și {\displaystyle r^{2}+0r-3=-2,} avem
{\displaystyle x^{3}-3x+2=(x-1)(x^{2}+x-2).}

### Rădăcini raționale
Pentru polinoame cu coeficienți numere raționale, se pot căuta rădăcini care sunt numere raționale. Factorizarea parte primitivă-conținut (vezi mai sus) reduce problema căutării rădăcinilor raționale la cazul polinoamelor cu coeficienți întregi care nu au un divizor comun netrivial.
Dacă {\displaystyle x={\tfrac {p}{q}}} este o rădăcină rațională a unui astfel de polinom
{\displaystyle P(x)=a_{0}x^{n}+a_{1}x^{n-1}+\cdots +a_{n-1}x+a_{n},}
teorema factorului arată că există o factorizare
{\displaystyle P(x)=(qx-p)Q(x),}
unde ambii factori au coeficienți întregi (faptul că Q are coeficienți întregi rezultă din formula de mai sus pentru câtul lui P(x) prin {\displaystyle x-p/q} ).
Comparând coeficienții de grad n și coeficienții constanți în egalitatea de mai sus, rezultă că, dacă {\displaystyle {\tfrac {p}{q}}} este o rădăcină rațională ireductibilă⁠(d), atunci q este un divizor al lui {\displaystyle a_{0},} iar p este un divizor al lui {\displaystyle a_{n}.} Prin urmare, există un număr finit de posibilități pentru p și q, care pot fi examinate sistematic.
De exemplu, dacă polinomul
{\displaystyle P(x)=2x^{3}-7x^{2}+10x-6}
are o rădăcină rațională {\displaystyle {\tfrac {p}{q}}} cu q > 0, atunci p trebuie să fie un divizor al lui 6; adică {\displaystyle p\in \{\pm 1,\pm 2,\pm 3,\pm 6\},} și q trebuie să fie un divizor al lui 2, adică {\displaystyle q\in \{1,2\}.} Mai mult, dacă x < 0, toți termenii polinomului sunt negativi și, prin urmare, o rădăcină nu poate fi negativă. Adică avem
{\displaystyle {\tfrac {p}{q}}\in \{1,2,3,6,{\tfrac {1}{2}},{\tfrac {3}{2}}\}.}
Un calcul direct arată că doar {\displaystyle {\tfrac {3}{2}}} este rădăcină, deci nu poate exista altă rădăcină rațională. Aplicarea teoremei factorilor duce în final la factorizarea {\displaystyle 2x^{3}-7x^{2}+10x-6=(2x-3)(x^{2}-2x+2).}

#### Metoda pătratică ac
Metoda de mai sus poate fi adaptată pentru polinoame pătratice⁠(d), conducând la metoda de factorizare ac.
Fie polinomul pătratic
{\displaystyle P(x)=ax^{2}+bx+c}
cu coeficienți întregi. Dacă are o rădăcină rațională, numitorul acesteia trebuie să-l dividă pe a și poate fi scris ca o fracție posibil reductibilă⁠(d) {\displaystyle r_{1}={\tfrac {r}{a}}.} Conform formulelor lui Vieta, cealaltă rădăcină {\displaystyle r_{2}} este
{\displaystyle r_{2}=-{\frac {b}{a}}-r_{1}=-{\frac {b}{a}}-{\frac {r}{a}}=-{\frac {b+r}{a}}={\frac {s}{a}},}
cu {\displaystyle s=-(b+r).} Astfel, a doua rădăcină este și ea rațională, iar a doua formulă a lui Vieta {\displaystyle r_{1}r_{2}={\frac {c}{a}}} dă
{\displaystyle {\frac {s}{a}}{\frac {r}{a}}={\frac {c}{a}},}
adică
{\displaystyle rs=ac\quad {\text{și}}\quad r+s=-b.}
Verificarea tuturor perechilor de numere întregi al căror produs este ac furnizează rădăcinile raționale, dacă există.
Pe scurt, dacă {\displaystyle ax^{2}+bx+c} are rădăcini raționale, există numerele întregi r și s astfel încât {\displaystyle rs=ac} și {\displaystyle r+s=-b} (un număr finit de cazuri de testat), iar rădăcinile sunt {\displaystyle {\tfrac {r}{a}}} și {\displaystyle {\tfrac {s}{a}}.} Cu alte cuvinte, există factorizarea
{\displaystyle a(ax^{2}+bx+c)=(ax-r)(ax-s).}
De exemplu, fie polinomul pătratic
{\displaystyle 6x^{2}+13x+6.}
Inspecția factorilor lui ac = 36 duce la 4 + 9 = 13 = b, dând cele două rădăcini
{\displaystyle r_{1}=-{\frac {4}{6}}=-{\frac {2}{3}}\quad {\text{și}}\quad r_{2}=-{\frac {9}{6}}=-{\frac {3}{2}},}
și factorizarea
{\displaystyle 6x^{2}+13x+6=6(x+{\tfrac {2}{3}})(x+{\tfrac {3}{2}})=(3x+2)(2x+3).}

### Folosirea formulelor pentru rădăcinile polinoamelor
Orice polinom pătratic⁠(d) univariat {\displaystyle ax^{2}+bx+c} poate fi factorizat folosind formula pătratică:
{\displaystyle ax^{2}+bx+c=a(x-\alpha )(x-\beta )=a\left(x-{\frac {-b+{\sqrt {b^{2}-4ac}}}{2a}}\right)\left(x-{\frac {-b-{\sqrt {b^{2}-4ac}}}{2a}}\right),}
Unde {\displaystyle \alpha } și {\displaystyle \beta } sunt cele două rădăcini ale polinomului.
Dacă a, b, c sunt numere reale, factorii sunt reali dacă și numai dacă discriminantul⁠(d) {\displaystyle b^{2}-4ac} este nenegativ. În caz contrar, polinomul pătratic nu poate fi factorizat în factori reali neconstanți.
Formula pătratică este valabilă atunci când coeficienții aparțin oricărui corp de caracteristică diferită de doi și, în special, pentru coeficienți unui corp finit cu un număr impar de elemente.
Există și formule pentru rădăcinile polinoamelor cubice și de gradul patru, care sunt, în general, prea complicate pentru utilizare practică. Teorema Abel-Ruffini arată că nu există formule generale pentru rădăcini în termeni de radicali pentru polinoamele de gradul cinci sau mai mare.

### Utilizarea relațiilor dintre rădăcini
Se poate întâmpla să se cunoască o relație între rădăcinile unui polinom și coeficienții săi. Folosirea acestor cunoștințe poate ajuta la factorizarea polinomului și la găsirea rădăcinilor acestuia. Teoria lui Galois se bazează pe un studiu sistematic al relațiilor dintre rădăcini și coeficienți, care includ formulele lui Vieta.
Aici, luăm în considerare cazul mai simplu în care două rădăcini {\displaystyle x_{1}} și {\displaystyle x_{2}} ale unui polinom {\displaystyle P(x)} satisfac relația
{\displaystyle x_{2}=Q(x_{1}),}
unde Q este un polinom.
Aceasta implică faptul că {\displaystyle x_{1}} este o rădăcină comună a {\displaystyle P(Q(x))} și {\displaystyle P(x).} Prin urmare, este o rădăcină a celui mai mare divizor comun⁠(d) al acestor două polinoame. Rezultă că acest cel mai mare divizor comun este un factor neconstant al lui {\displaystyle P(x).} Algoritmul lui Euclid pentru polinoame permite calculul acestui cel mai mare factor comun.
De exemplu,  dacă se știe sau se intuiește că: {\displaystyle P(x)=x^{3}-5x^{2}-16x+80} are două rădăcini a căror sumă este zero, se poate aplica algoritmul lui Euclid pe {\displaystyle P(x)} și {\displaystyle P(-x).} Primul pas al împărțirii constă în adunarea lui {\displaystyle P(x)} la {\displaystyle P(-x),} care dă restul
{\displaystyle -10(x^{2}-16).}
Atunci, împărțind {\displaystyle P(x)} la {\displaystyle x^{2}-16} dă zero ca rest nou și x – 5 ca coeficient, ceea ce duce la factorizarea completă
{\displaystyle x^{3}-5x^{2}-16x+80=(x-5)(x-4)(x+4).}

## Domenii de factorizare unică
Numerele întregi și polinoamele peste un corp împărtășesc proprietatea factorizării unice, adică fiecare element diferit de zero poate fi factorizat într-un produs între un element inversabil (o unitate⁠(d), ±1 în cazul numerelor întregi) și un produs de elemente ireductibile (numere prime, în cazul numerelor întregi), iar această factorizare este unică făcând abstracție de rearanjarea factorilor și schimbarea unităților între factori. Domeniile de integritate care împărtășesc această proprietate se numesc domenii de factorizare unică (DFU).
În domeniile de factorizare unică există cel mai mare divizor comun, și, reciproc, orice domeniu de integritate în care există cel mai mare divizor comun este un DFU. Orice domeniu ideal principal⁠(d) este un DFU.
Un domeniu euclidian⁠(d) este un domeniu de integritate pe care este definită o împărțire euclidiană similară cu cea a numerelor întregi. Fiecare domeniu euclidian este un domeniu ideal principal și, prin urmare, un DFU.
Într-un domeniu euclidian, împărțirea euclidiană permite definirea unui algoritm al lui Euclid pentru calculul celor mai mari divizori comuni. Totuși, aceasta nu implică existența unui algoritm de factorizare. Există un exemplu explicit de corp F astfel încât nu există niciun algoritm de factorizare în domeniul euclidian F[x] al polinoamelor univariate peste F.

## Ideale
În teoria numerelor algebrice⁠(d), studiul ecuațiilor diofantice⁠(d) i-a determinat pe matematicieni, în secolul al XIX-lea, să introducă generalizări ale numerelor întregi numite numere întregi algebrice. Primul inel de numere întregi algebrice care au fost luate în considerare au fost numerele întregi Gaussiene⁠(d) și Eisenstein⁠(d), care împărtășesc cu numerele întregi uzuale proprietatea de a fi domenii de ideale principale⁠(d) și au astfel proprietatea de factorizare unică.
Din păcate, în curând a rezultat că majoritatea inelelor de numere întregi algebrice nu sunt principale și nu au factorizare unică. Cel mai simplu exemplu este {\displaystyle \mathbb {Z} [{\sqrt {-5}}],} în care
{\displaystyle 9=3\cdot 3=(2+{\sqrt {-5}})(2-{\sqrt {-5}}),}
și toți acești factori sunt ireductibili.
Această lipsă a factorizării unice este o dificultate majoră pentru rezolvarea ecuațiilor diofantice. De exemplu, multe demonstrații greșite ale ultimei teoreme a lui Fermat (incluzând probabil „demonstrația cu adevărat minunată a lui Fermat însuși, pe care această margine este prea îngustă pentru a o conține”) se bazau pe prezumția implicită a factorizării unice.
Această dificultate a fost rezolvată de Dedekind, care a demonstrat că inelele numerelor întregi algebrice au factorizarea unică a idealelor: în aceste inele, fiecare ideal este un produs al idealelor prime, iar această factorizare este unică făcând abstracție de ordinea factorilor. Domeniile de integritate care au această proprietate unică de factorizare sunt acum numite domenii Dedekind⁠(d). Au multe proprietăți remarcabile care le fac fundamentale în teoria numerelor algebrice.

## Matrici
Inelele de matrici sunt necomutative și nu au factorizare unică: există, în general, multe moduri de a scrie o matrice ca produs de matrici. Astfel, problema factorizării constă în găsirea factorilor de anumite tipuri specificate. De exemplu, descompunerea LU⁠(d) dă o matrice ca produs al unei matrici triunghiulare⁠(d) inferior cu una triunghiulară superior. Deoarece acest lucru nu este întotdeauna posibil, se consideră în general „descompunerea LUP” având o matrice de permutare ca al treilea factor.
O matrice logică⁠(d) reprezintă o relație binară, iar înmulțirea matricei corespunde compoziției relațiilor⁠(d). Descompunerea unei relații prin factorizare servește la profilarea naturii relației, cum ar fi o relație difuncțională .